# 10613 Kushinadahime
10613 Kushinadahime eller 1997 RO3 är en asteroid i huvudbältet som upptäcktes den 4 september 1997 av de båda japanska astronomerna Takeshi Urata och Yoshisada Shimizu vid Nachi-Katsuura-observatoriet. Den är uppkallad efter Kushinadahime.
Asteroiden har en diameter på ungefär 3 kilometer.